# Autopista Marina de Alaska
La Autopista Marina de Alaska y conocida en inglés como Alaska Marine Highway o Alaska Marine Highway System es un ferry ubicado y operado por el estado de Alaska. El ferry tiene su sede en Ketchikan, Alaska. Este ferry forma parte del National Scenic Byway.

## Servicio
El Alaska Marine Highway System opera a lo largo de la costa sur-central del estado, la parte oriental de las Islas Aleutianas y el Inside Passage de Alaska y Columbia Británica, Canadá. Los ferries abastecen a las comunidades del Sureste de Alaska que no tienen acceso a carreteras, y los barcos pueden transportar personas, mercancías y vehículos. El ferry tiene una ruta de 3500 millas (5632,69 km) y viaja tan largo como a Bellingham en Washington en los Estados Unidos Continentales y tan largo como al oeste en Unalaska/Dutch Harbor, con un total de 32 terminales por toda Alaska, Columbia Británica y Washington. Forma parte del Red Nacional de Autopistas y recibe fondos federales. También es una manera de transporte hacia los Estados Unidos continentales sin tener que viajar por carretera por Canadá.